# Caratê nos Jogos Pan-Americanos de 2007 - Até 70 kg masculino
A categoria até 70 kg foi uma das disputadas nas competições de caratê nos Jogos Pan-Americanos de 2007, no Rio de Janeiro. A modalidade foi realizada no Complexo Esportivo Miécimo da Silva no dia 27 de julho com 8 caratecas.

## Medalhistas
| Ouro   | CAN Saeed Baghbani                     |
| Prata  | VEN Jean Carlos Peña                   |
| Bronze | DOM Alberto Mancebo BRA Vinícius Souza |

## Resultados
Os oito caratecas participantes são divididos em dois grupos de quatro cada, onde todos enfrentam todos dentro dos grupos. Os dois caratecas com o maior número de pontos (vitória vale dois pontos, empate um e derrota zero) avançam para as semifinais lutando em cruzamento olímpico (primeiro de um grupo contra o segundo do outro). Os vencedores decidem a medalha de ouro na grande final.

### Primeira fase
| Grupo 1         | CON             | CAN | BRA | ARG | ESA |
| Saeed Baghbani  | CAN Canadá      | —   | V-D | V-D | V-D |
| Vinícius Souza  | BRA Brasil      | D-V | —   | V-D | V-D |
| Fernando Parra  | ARG Argentina   | D-V | D-V | —   | E   |
| Emilio Barillas | ESA El Salvador | D-V | D-V | E   | —   |

| Pos. | L | V | E | D | Pts |
| ---- | - | - | - | - | --- |
| 1    | 3 | 3 | 0 | 0 | 6   |
| 2    | 3 | 2 | 0 | 1 | 4   |
| 3    | 3 | 0 | 1 | 2 | 1   |
| 4    | 3 | 0 | 1 | 2 | 1   |

| Grupo 2          | CON                      | VEN | DOM | ECU | NCA |
| Jean Carlos Peña | VEN Venezuela            | —   | V-D | V-D | V-D |
| Alberto Mancebo  | DOM República Dominicana | D-V | —   | V-D | V-D |
| Daniel Viveros   | ECU Equador              | D-V | D-V | —   | V-D |
| Emett Lantt      | NCA Nicarágua            | D-V | D-V | D-V | —   |

| Pos. | L | V | E | D | Pts |
| ---- | - | - | - | - | --- |
| 1    | 3 | 3 | 0 | 0 | 6   |
| 2    | 3 | 2 | 0 | 1 | 4   |
| 3    | 3 | 1 | 0 | 2 | 2   |
| 4    | 3 | 0 | 0 | 3 | 0   |

### Classificação 5º-8º lugar
|  | Classificação 5º-8º lugar | Classificação 5º-8º lugar |   |                    | 5º lugar           | 5º lugar |  |
|  |                           |                           |   |                    |                    |          |  |
|  |                           |                           |   |                    |                    |          |  |
|  | ARG Fernando Parra        | 6                         |   |                    |                    |          |  |
|  | NCA Emett Lantt           | 8                         |   |                    |                    |          |  |
|  |                           |                           |   |                    |                    |          |  |
|  |                           |                           |   |                    |                    |          |  |
|  |                           |                           |   |                    | NCA Emett Lantt    | 1        |  |
|  |                           | ESA Emilio Barillas       | 0 |                    |                    |          |  |
|  |                           |                           |   |                    |                    |          |  |
|  |                           |                           |   |                    |                    |          |  |
|  |                           |                           |   |                    | 7º lugar           |          |  |
|  |                           |                           |   |                    |                    |          |  |
|  | ESA Emilio Barillas       | 1                         |   | ARG Fernando Parra | 3                  |          |  |
|  | ECU Daniel Viveros        | 0                         |   |                    | ECU Daniel Viveros | 2        |  |

### Semifinal e Final
|  | Semifinal            | Semifinal            |   |  | Final              | Final |  |
|  |                      |                      |   |  |                    |       |  |
|  |                      |                      |   |  |                    |       |  |
|  | CAN Saeed Baghbani   | 4                    |   |  |                    |       |  |
|  | DOM Alberto Mancebo  | 2                    |   |  |                    |       |  |
|  |                      |                      |   |  |                    |       |  |
|  |                      |                      |   |  |                    |       |  |
|  |                      |                      |   |  | CAN Saeed Baghbani | 3     |  |
|  |                      | VEN Jean Carlos Peña | 2 |  |                    |       |  |
|  |                      |                      |   |  |                    |       |  |
|  |                      |                      |   |  |                    |       |  |
|  |                      |                      |   |  |                    |       |  |
|  |                      |                      |   |  |                    |       |  |
|  | BRA Vinícius Souza   | 5                    |   |  |                    |       |  |
|  | VEN Jean Carlos Peña | 6                    |   |  |                    |       |  |

## Classificação final
| Pos.              | Atleta               |
| ----------------- | -------------------- |
| Medalha de ouro   | CAN Saeed Baghbani   |
| Medalha de prata  | VEN Jean Carlos Peña |
| Medalha de bronze | DOM Alberto Mancebo  |
| Medalha de bronze | BRA Vinícius Souza   |
| 5                 | NCA Emett Lantt      |
| 6                 | ESA Emilio Barillas  |
| 7                 | ARG Fernando Parra   |
| 8                 | ECU Daniel Viveros   |